# قدیر عزیزی قنادی
قدیر عزیزی‌قنادی (زاده ۱۳۲۷ در اردبیل) مهندس الکترونیک اهل ایران و عضوِ سابقِ هیئت علمی دانشگاه امیرکبیر است. او برای ترجمه کتاب الکترونیک قدرت برگزیدهٔ چهارمین دورهٔ کتاب سال ایران شد.